# NBL 1998/99
Die NBL 1998/99 war die 21. Austragung der australasischen National Basketball League. Die mit elf Teams aus Australien ausgetragene Meisterschaft begann am 9. Oktober 1998 und endete am 23. April 1999. Im Finale konnte sich die Adelaide 36ers in der Best-of-three-Serie gegen die Victoria Titans in drei Spielen durchsetzen und damit ihren dritten Meistertitel erringen.

## Modus
Jedes Team trägt in der regulären Saison 13 Heim- und Auswärtsspiele aus. Die Spielzeit beträgt 4 × 12 Minuten. Die in der Endtabelle auf den ersten sechs Plätzen stehenden Teams qualifizieren sich für die Playoffs. Dabei treten im Viertelfinale der erste gegen den Sechsten, der Zweite gegen den fünften und der dritte gegen den Vierten an. Die drei Sieger und das bestgesetzte Verliererteam ziehen ins Halbfinale ein. In allen Runden gilt der best of three-Modus.

## Tabelle
Abschlusstabelle nach Ende der Hauptrunde
- Für das Play-off Viertelfinale qualifiziert

| Pl.  | Team                   | Spiele | Siege | Niederlagen | Siegquote | Punkte+ | Punkte- | Punktedifferenz | Heimbilanz | Auswärtsbilanz |
| ---- | ---------------------- | ------ | ----- | ----------- | --------- | ------- | ------- | --------------- | ---------- | -------------- |
| 01.  | Adelaide 36ers         | 26     | 18    | 8           | 6923 %    | 2572    | 2379    | +193            | 11:3       | 7:5            |
| 02.  | Melbourne Tigers       | 26     | 17    | 9           | 65,38 %   | 2573    | 2472    | +101            | 10:3       | 7:6            |
| 03.  | Wollongong Hawks       | 26     | 16    | 10          | 61,54 %   | 2332    | 2328    | +4              | 10:3       | 6:7            |
| 04.  | Victoria Titans        | 26     | 16    | 10          | 61,54 %   | 2339    | 2245    | +94             | 10:3       | 6:7            |
| 05.  | Brisbane Bullets       | 26     | 13    | 13          | 50,00 %   | 2476    | 2462    | +14             | 6:6        | 7:7            |
| 06.  | Perth Wildcats         | 26     | 13    | 13          | 50,00 %   | 2463    | 2424    | +39             | 7:6        | 6:7            |
| 07.  | Townsville Crocodiles  | 26     | 12    | 14          | 46,15 %   | 2429    | 2397    | +32             | 9:4        | 3:10           |
| 08.  | West Sydney Razorbacks | 26     | 12    | 14          | 46,15 %   | 2375    | 2446    | −71             | 8:5        | 4:9            |
| 09.  | Sydney Kings           | 26     | 9     | 17          | 34,62 %   | 2411    | 2559    | −148            | 5:8        | 4:9            |
| 010. | Newcastle Falcons      | 26     | 9     | 17          | 36,62 %   | 2421    | 2544    | −123            | 4:9        | 5:8            |
| 011. | Canberra Cannons       | 26     | 8     | 18          | 30,77 %   | 2462    | 2597    | −135            | 5:8        | 3:10           |

## Play-offs

### Modus
Die in der Endtabelle auf den ersten sechs Plätzen stehenden Teams qualifizieren sich für die Playoffs. Dabei treten im Viertelfinale der erste gegen den Sechsten, der Zweite gegen den fünften und der dritte gegen den Vierten an. Die drei Sieger und das bestgesetzte Verliererteam ziehen ins Halbfinale ein. In allen Runden gilt der best of three-Modus.

### Spiele
|  | Halbfinale | Halbfinale       | Halbfinale      | Halbfinale | Halbfinale |    |                  | Finale | Finale | Finale | Finale | Finale |
|  |            |                  |                 |            |            |    |                  |        |        |        |        |        |
|  | 1          | Adelaide 36ers   | 93              | 99         |            |    |                  |        |        |        |        |        |
|  | 3          | Wollongong Hawks | 81              | 98         |            |    |                  |        |        |        |        |        |
|  | 3          | Wollongong Hawks | 81              | 98         |            | 1  | Adelaide 36ers   | 104    | 82     | 80     |        |        |
|  |            |                  |                 |            |            | 1  | Adelaide 36ers   | 104    | 82     | 80     |        |        |
|  |            | 4                | Victoria Titans | 94         | 88         | 69 |                  |        |        |        |        |        |
|  | 2          | 4                | Victoria Titans | 94         | 88         | 69 | Melbourne Tigers | 77     | 87     |        |        |        |
|  | 2          |                  |                 |            |            |    |                  | 77     | 87     |        |        |        |
|  | 4          | Victoria Titans  | 80              | 94         |            |    |                  |        |        |        |        |        |

## Individuelle Auszeichnungen
- Most Valuable Player der regulären Saison (Andrew Gaze Trophy): Steve Woodberry (Brisbane Bullets)
- Rookie of the Year: Damien Ryan (Canberra Cannons)
- Best Defensive Player (Damian Martin Trophy): Darnell Mee (Adelaide 36ers)
- Coach of the Year (Lindsay Gaze Trophy): Lindsay Gaze (Melbourne Tigers) & Brendan Joyce (Wollongong Hawks)
- NBL Most Improved Player: Calvin Thomas Bruton (Wollongong Hawks)
- NBL Best Sixth Man: Bruce Bolden (West Sydney Razorbacks)
- All-NBL First Team:
  - Steve Woodberry (Brisbane Bullets)
  - Andrew Gaze (Melbourne Tigers)
  - Lanard Copeland (Melbourne Tigers)
  - Kevin Brooks (Adelaide 36ers)
  - Mark Bradtke (Melbourne Tigers)

- Grand Final Series MVP (Larry Sengstock Medal): Brett Maher (Adelaide 36er)